# Castello Mussomeli

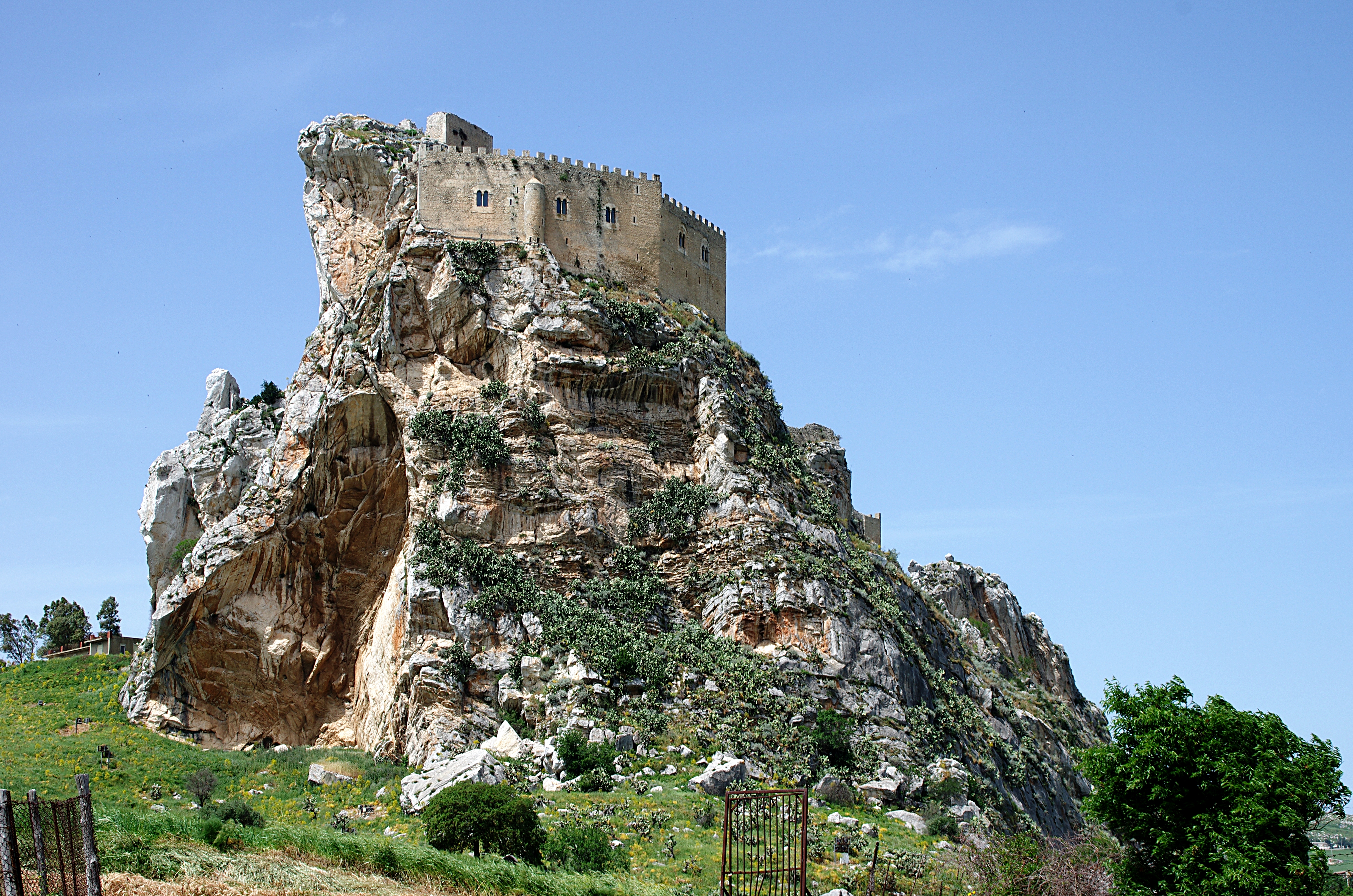
Das Castello Mussomeli

Das Castello Mussomeli ist eine mittelalterliche Felsenburg auf Sizilien nahe Mussomeli.

## Baugeschichte

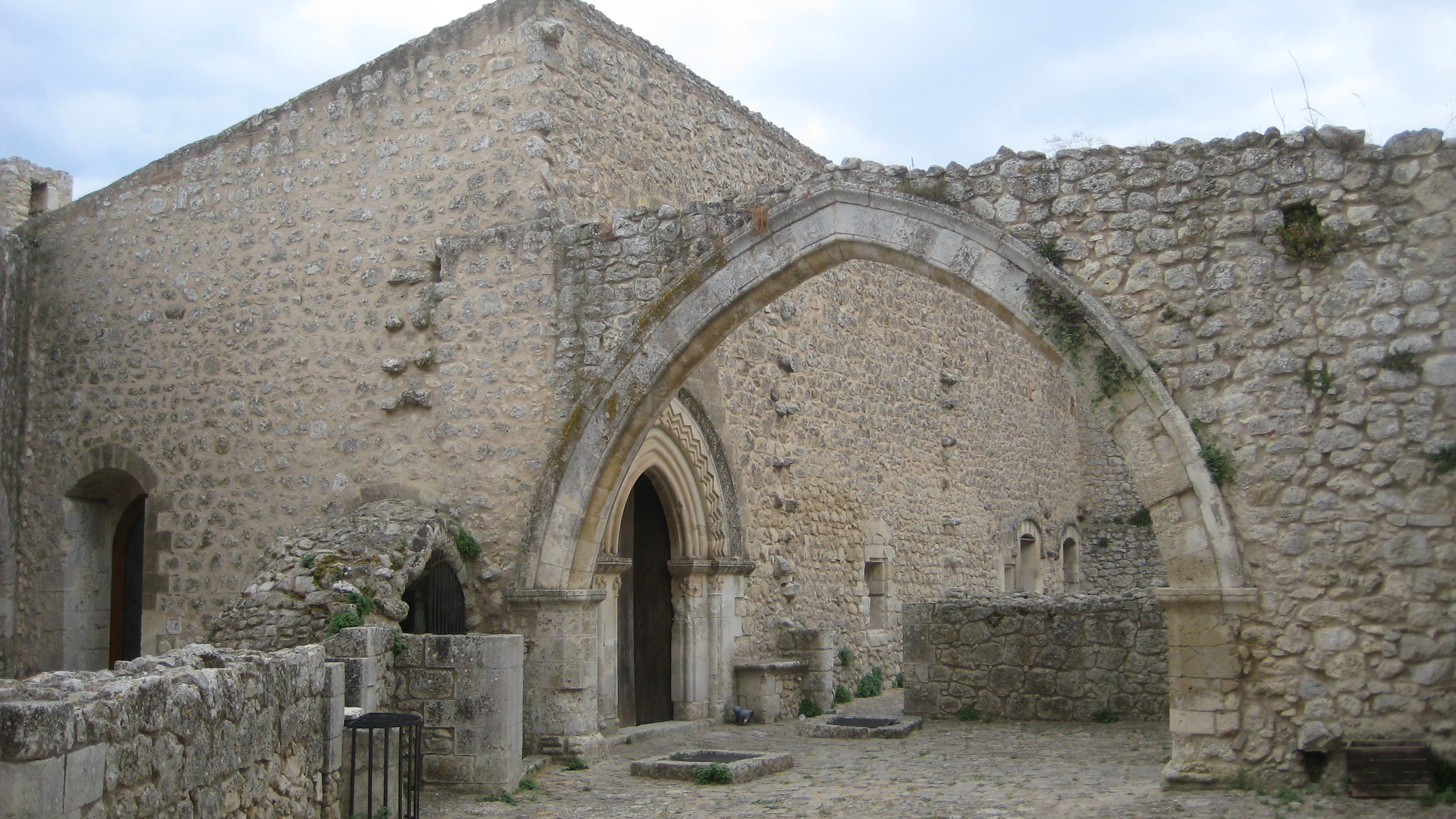
Hof

Mit der Vertreibung der Anjou nach der Sizilianischen Vesper von 1282 bildeten sich auf Sizilien zwei Machtblöcke. Die von König Ludwig von Neapel unterstützten Lateiner wurden von den Familien Palizzi und Chiaramonte angeführt, während die Familien Alagona, Moncada, Ventimiglia und Peralta vom katalanischen Haus Aragon unterstützt wurden. Diese Kämpfe zwischen den adligen Familien führten im 14. Jahrhundert zur Errichtung zahlreicher stark befestigter Burgen auf ganz Sizilien.
Eine der eindrucksvollsten Festungen aus dieser Zeit ist das Castello Mussomeli, das von Manfredi III. Chiaramonte 1370 in der Nähe des Ortes Mussomeli erbaut wurde, nachdem das Gebiet aus dem Besitz des genuesischen Generals Corrado I. Doria an ihn übergegangen war. Nach der öffentlichen Hinrichtung Andrea Chiaramontes in Palermo im Jahr 1392 übertrug König Martin I. die Besitzungen der Chiaramonte, darunter das Castello Mussomeli, an Guglielmo Raimondo Moncada. 1397 wurde Moncada der Rebellion gegen den König beschuldigt, und die Burg ging an die Aragonesen, die sie 1407 veräußerten. Nach weiteren Besitzerwechseln kam das Castello schließlich an Don Cesare Lanza, Baron von Trabia e Castania, dem 1563 erstmals der Titel Graf von Mussomeli verliehen wurde. Bis ins 20. Jahrhundert hinein blieb die Burg in Besitz der Familie Lanza.

## Baubeschreibung

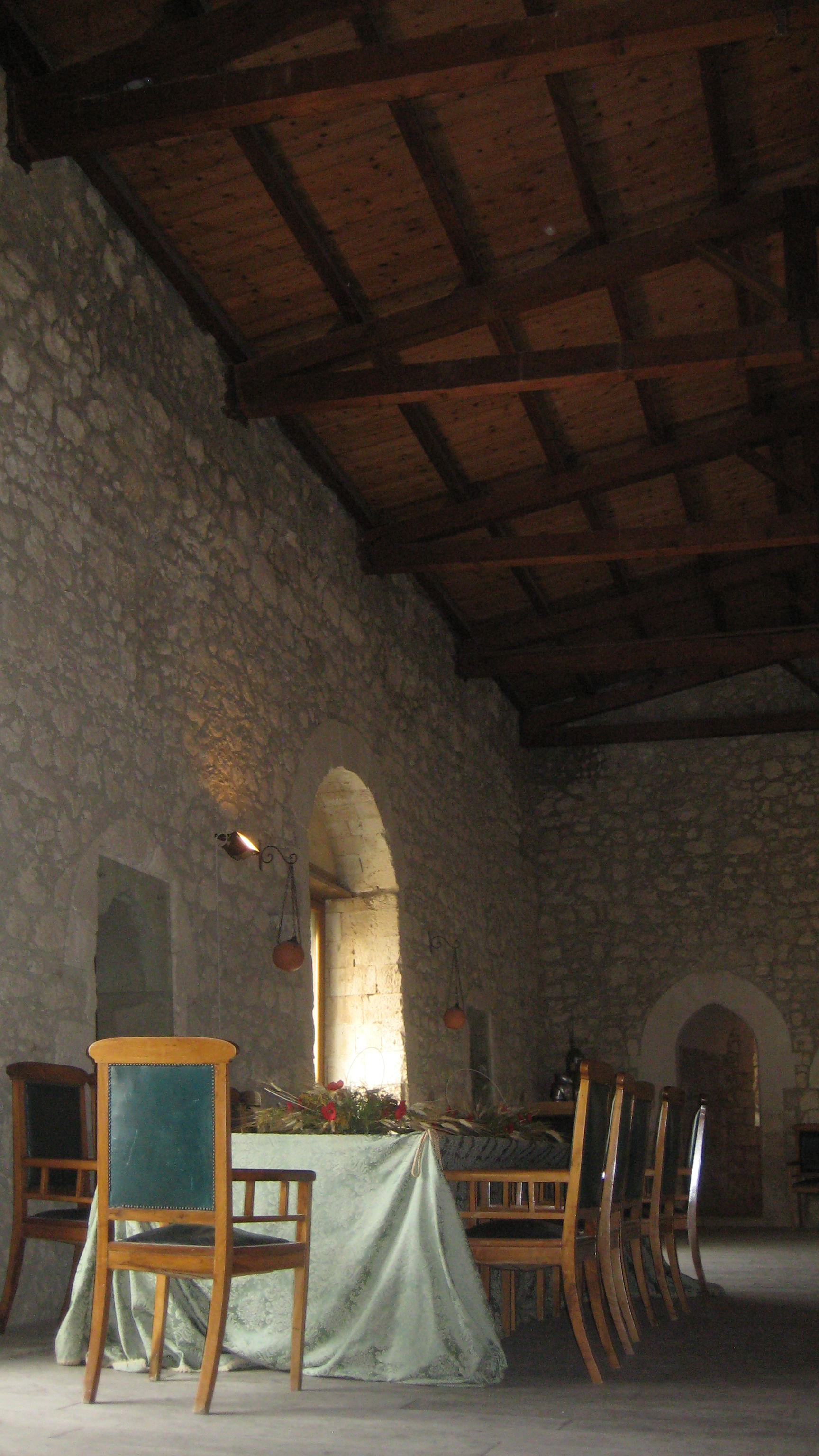
Saal

Die in 778 Meter Höhe auf der Spitze eines Kalkfelsens gelegene Burg ist etwa zwei Kilometer von Mussomeli entfernt. Sie liegt auf einer Höhe von etwa 80 Metern und ist von einer doppelten Mauer umgeben. Sie hat einen vieleckigen Grundriss. In das Innere mit Sälen von beachtlicher Größe gelangt man durch ein gotisches Portal mit einem Zickzackmuster. Die weit gespreizten gotischen Rippen der Sala dei baroni trug höchstwahrscheinlich eine bemalte hölzerne Kassettendecke. In der Sala del camino ruhen die Rippen des Kreuzgewölbes auf achteckigen Säulen mit Blattkapitellen. Bis ins 16. Jahrhundert diente die Burg als Gefängnis, bald danach wurde sie verlassen. Nach einer Restaurierung der Anlage durch den Architekten Ernesto Armò wurde die Burg von dem Hohenzollernkaiser Wilhelm II. besucht.